# Jacqueline Barton
Jacqueline K. Barton, född 1952 i New York, är en amerikansk kemist.
Barton studerade vid Barnard College där hon tog bachelorexamen (A.B.) 1974 och därefter en Ph.D.-examen i oorganisk kemi vid Columbia University 1978 med Stephen J. Lippard som handledare. Hon var därefter postdoc vid Bell Laboratories och Yale University, hos Robert G. Shulman. Hon fick därefter en tjänst vid Hunter College, City University of New York, och återvände till Columbia University 1983, där hon blev biträdande professor i kemi och biovetenskap 1985, och professor 1986. 1989 blev hon professor i kemi vid California Institute of Technology.
Barton är känd för forskning kring DNA:s struktur och kemi. Hon var en pionjär i att utnyttja komplex av övergångsmetaller som binder till DNA-molekylen för sådan forskning. Hon har också studerat elektronöverföring i DNA, och kopplingen mellan sådan elektronöverföring och skador i DNA-molekylen.
Barton är ledamot av American Academy of Arts and Sciences sedan 1991, av American Philosophical Society sedan 2000, och The National Academy of Sciences sedan 2002. Hon sitter också i styrelsen för Dow Chemical Company sedan 1993.

## Utmärkelser
- Alan T. Waterman Award,  1985[6]
- Eli Lilly Award in Biological Chemistry,  1987
- ACS-priset i kemi,  1988
- Leo Hendrik Baekeland Award,  1991[7]
- MacArthur Fellows Program,  juli 1991
- Garvan–Olin-medaljen,  1992[8]
- Agnes Fay Morgan Research Award,  1992[9]
- Tolman Award,  1994[10]
- Paul-Karrer-Vorlesung,  1996[11]
- William H. Nichols Medal Award,  1997
- Weizmann Women & Science Award,  1998
- Ronald Breslow Award for Achievement in Biomimetic Chemistry,  2003[12]
- Willard Gibbs-priset,  2006[13]
- F. A. Cotton Medal,  2007[14]
- Linus Pauling Award,  2007
- Clarivate Citation Laureates,  2009[15]
- National Medal of Science,  2010
- Priestleymedaljen,  2015[16]
- American Institute of Chemists Gold Medal,  2015
- Centenary Prize från Royal Society of Chemistry,  2018[17]
- NAS Award in Chemical Sciences,  2019
- Theodore William Richards Medal,  2021[18]
- Welch's kemipris,  2023[19]
- Fellow of the American Academy of Arts and Sciences
- Fellow of the American Chemical Society
- Camille Dreyfus Teacher-Scholar Awards

[Redigera Wikidata]